# One More Time, One More Chance
"One More Time, One More Chance" é um single do cantor japonês Masayoshi Yamazaki, que foi lançado em 22 de Janeiro de 1997, sobre a gravadora Polydor Japan. Ele chegou na Oricon de singles semanais gráfico na 18° posição e ficou por 24 semanas. Ele é usado como tema de encerramento do filme de 2007 Byōsoku Go Senchimētoru. Ele foi re-lançado em 3 de março do mesmo ano sob a gravadora Nayutawave Records e reentrou na tabela em 52° posição.

## Faixas

### Original
- "One More Time, One More Chance"
- "Yousei to Ita Natsu" (妖精といた夏)
- "One More Time, One More Chance (Karaoke)"

### Re-lançamento
- "One More Time, One More Chance"
- "Yuki no Eki: One More Time, One More Chance" (雪の駅～Ｏｎｅ　ｍｏｒｅ　ｔｉｍｅ，Ｏｎｅ　ｍｏｒｅ　ｃｈａｎｃｅ～（ｆｒｏｍ『秒速５センチメートル』Ｓｏｕｎｄｔｒａｃｋ）)
- "One More Time, One More Chance (Hikigatari Ver.)" (Ｏｎｅ　ｍｏｒｅ　ｔｉｍｅ，Ｏｎｅ　ｍｏｒｅ　ｃｈａｎｃｅ（弾き語りＶｅｒ．）)

## Covers
Beni Arashiro lançou uma versão em Inglês da canção como quinta faixa de seu álbum de covers em 21 de março de 2012. A letra inglês foram literalmente traduzido a partir das letras originais em japonês.